# Paper Bag
Paper Bag – dwudziesty szósty album studyjny jamajskiej sekcji rytmicznej Sly & Robbie.
Płyta została wydana 20 września 2011 roku przez Taxi Records, własną wytwórnię Dunbara i Shakespeare’a. Oni też zajęli się produkcją nagrań.

## Lista utworów
1. „Run To You” feat. Courtney John
2. „Rebel” feat. Danielle Isaacs
3. „Mambo Italiano”
4. „Boy Named Junior” feat. Leba Hibbert
5. „Memphis Underground”
6. „All The Way” feat. Jimmy Riley
7. „Darker Shade Black”
8. „Hold Me” feat. Chitose Hajime
9. „Kotobanidekinai” feat. Ina-P
10. „Kitanokunikara” feat. Terry Terauchi
11. „Gegegeno Kitarou” feat. Masanori Takumi
12. „Kookai” feat. Yoshiyuki Sahashi
13. „Suntry Old” feat. Leba Hibbert
14. „By Your Side” feat. Belinda Brady
15. „Boom Boom Boom” feat. KGN21

## Muzycy
- Mikey „Mao” Chung – gitara
- Robbie Shakespeare – gitara basowa
- Sly Dunbar – perkusja
- Robert Lynn – keyboard
- Dean Fraser – saksofon
- Ronald „Nambo” Robinson – puzon